# Libkov
Libkov (deutsch Lipkau) ist eine Gemeinde in Tschechien. Sie liegt elf Kilometer westlich von Klatovy und gehört zum Okres Domažlice.

## Geographie
Libkov befindet sich in der Neugedeiner Furche zwischen dem Oberpfälzer und dem Böhmerwald. Der Ort liegt zwischen den Hügeln Černá skála (731 m), Svatá Marketa (642 m) und Libkov (599 m) im Quellgebiet der Poleňka. Durch Libkov verläuft die Staatsstraße 22 zwischen Klatovy und Domažlice, sowie westlich des Ortes die Eisenbahnverbindung zwischen den vorgenannten Städten, an der sich in Loučim der nächste Bahnhalt befindet.
Nachbarorte sind Úsilov im Norden, Slavíkovice, Nevděk und Nová Víska im Nordosten, Dlažov im Osten, Miletice und Běhařov im Südosten, Pocinovice im Süden, Výrov und Chodská Lhota im Südwesten, Loučim im Westen sowie Modlín im Nordwesten.

## Geschichte
Libkov wurde 1379 erstmals urkundlich erwähnt. Das Dorf war zu dieser Zeit Sitz des Vladiken Přibyslav. Nach dessen Tode verkaufte die Witwe den Besitz an benachbarte Vladiken. Während des böhmisch-bayerischen Grenzkrieges wurde Libkov niedergebrannt.
Auf dem Terrain der Wüstung entstand später ein Freihof, aus dem ein Adelssitz hervorging. Um diesen herum wurde ein neues Dorf gegründet.

## Sehenswürdigkeiten
- Denkmal für Jan Hus
- Kapelle St. Margarethen auf dem Margarethenberg, östlich des Ortes
- Wallfahrtskirche Dobrá Voda mit Kreuzweg, am Libkov, südlich des Ortes

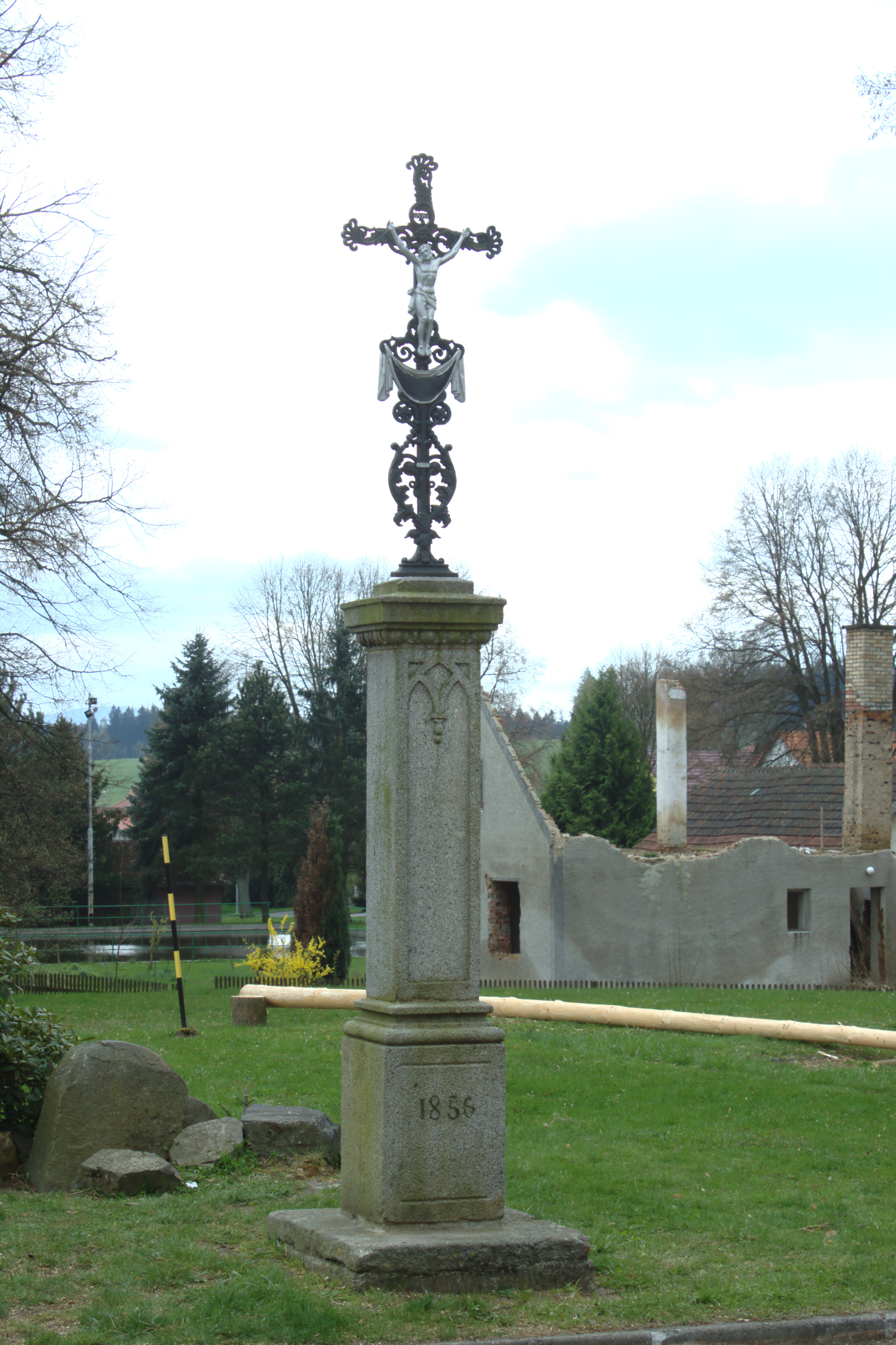
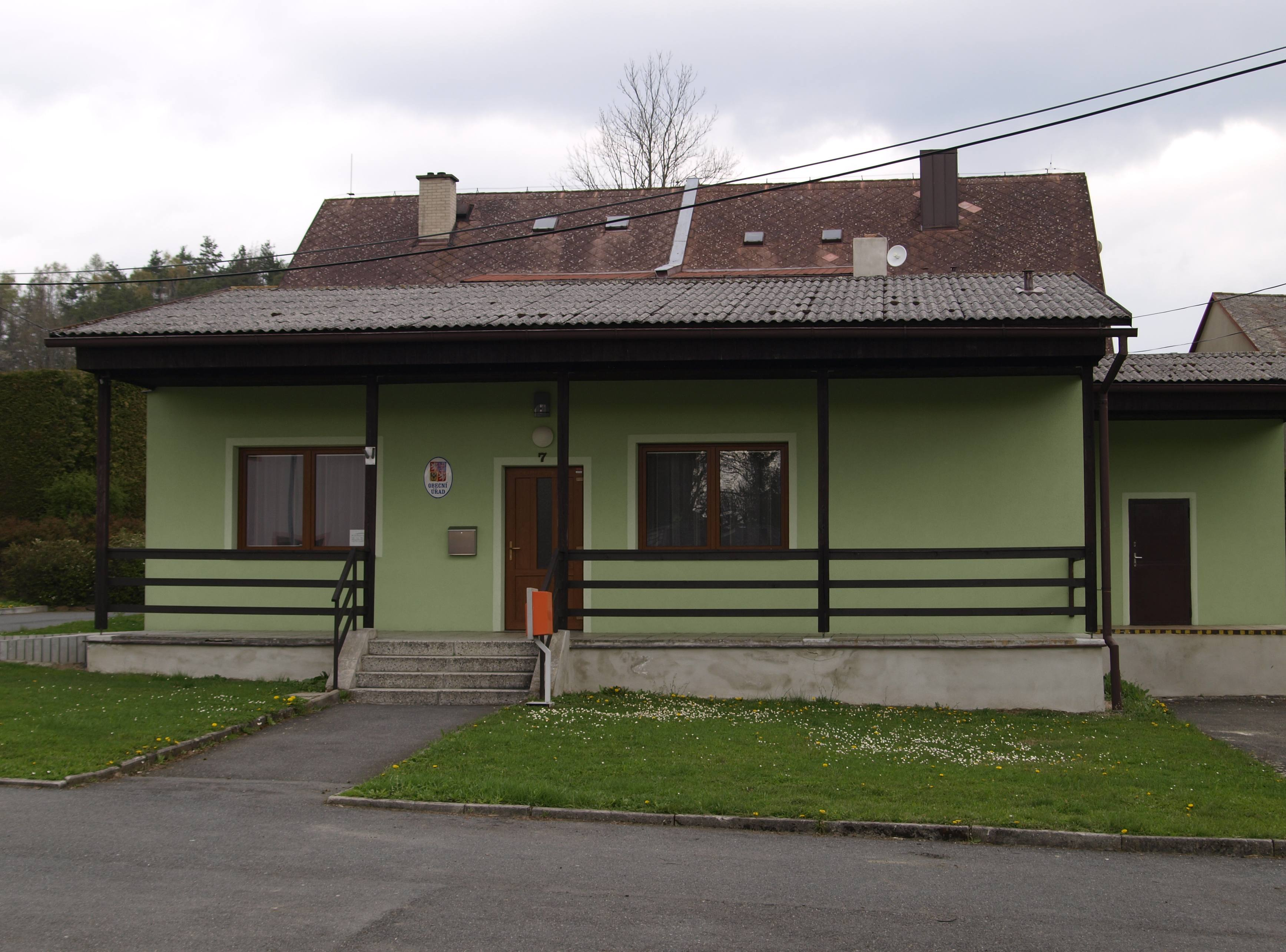
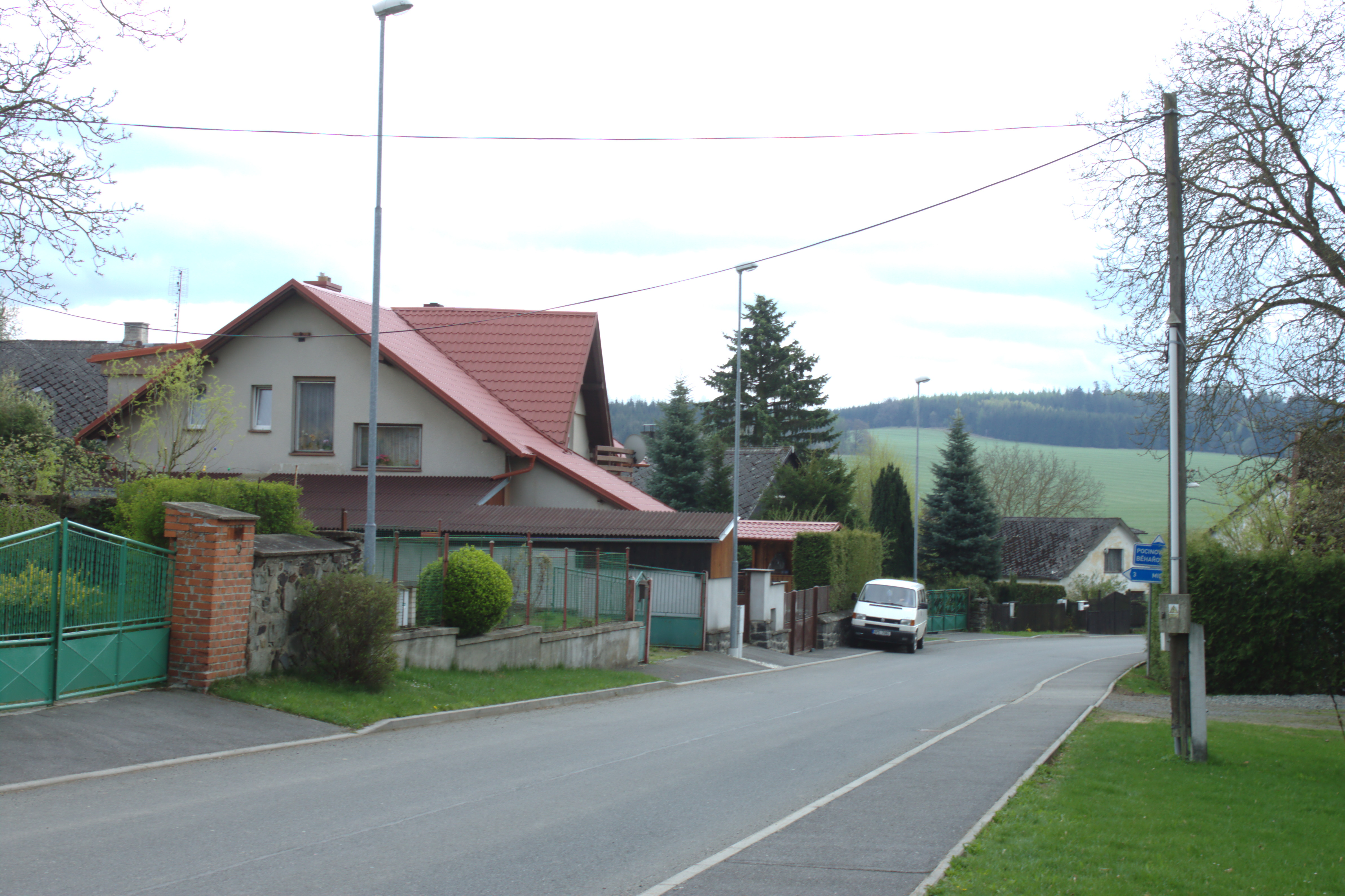